# Todd D. Robinson
Todd Robinson (Nueva Jersey) es un político estadounidense, que se desempeñó como Encargado de Negocios de Estados Unidos en Venezuela.
Robinson anteriormente fue nombrado embajador en Guatemala el 16 de septiembre de 2014 y arribó en el territorio guatemalteco el 10 de octubre del mismo año. Se ha desempeñado como subsecretario adjunto de la Oficina Internacional de Asuntos Narcóticos y Aplicación de la Ley y como ministro consejero de la Misión en la Embajada de Estados Unidos en Guatemala durante 2009 y 2012. El 5 de diciembre de 2017, Robinson fue confirmado como el representante de los Estados Unidos en Venezuela. Tras las elecciones presidenciales de 2018, el 22 de mayo Nicolás Maduro lo declaró persona non grata y le dio un plazo de 48 horas para retirarse del territorio venezolano, al igual que al ministro consejo de la embajada, Brian Naranjo.

## Biografía

### Primeros años
Es nativo de Nueva Jersey, y fue un periodista profesional antes de incorporarse al Servicio Exterior. Es graduado de la Escuela Edmund A. Walsh del Servicio Exterior de la Universidad de Georgetown, de la promoción del año 1985.

### Carrera diplomática
También tuvo el cargo de cónsul general y funcionario principal de Estados Unidos en España. Ha trabajado en países como Italia, Colombia, El Salvador y Bolivia. En su plan de trabajo está la cooperación entre los países de Guatemala y Estados Unidos en áreas empresariales e industriales. Robinson fue confirmado por el Senado de los Estados Unidos como Embajador de los Estados Unidos en la República de Guatemala el 16 de septiembre de 2014, y llegó a la ciudad de Guatemala el 10 de octubre de 2014.
Se desempeñó como Subsecretario Adjunto en la Oficina Internacional de Asuntos Narcóticos y Aplicación de la Ley. De 2009 a 2012 desempeñó el cargo de Ministro Consejero de la Misión en la Embajada de Estados Unidos en Guatemala. Previamente fue Cónsul General y el Funcionario Principal en el Consulado de los Estados Unidos en Barcelona, España, y Jefe de la Sección Política y Económica en la Embajada de Estados Unidos en Tirana, Albania. Otros cargos en el extranjero incluyen la República Dominicana, Bolivia, la Ciudad del Vaticano, Italia, El Salvador y Colombia. En Washington D. C., desempeñó cargos en el Centro de Operaciones en el Departamento de Estado, y Asistente Especial de la entonces Secretaria de Estado Albright. Ha sido galardonado con dos reconocimientos de Honor Superior del Departamento de Estado.